# European Cyclists' Federation
De European Cyclists' Federation (ECF) is een samenwerkingsverband van fietsersorganisaties op Europees niveau met als doel om het fietsgebruik in Europa te bevorderen. De ECF lobbyt voor de fiets bij de Europese instellingen zoals de Europese Unie en stimuleert uitwisseling van ideeën en strategieën onder haar leden. De ECF probeert attitudes en budgetten te beïnvloeden zodat het verkeer veiliger wordt voor fietsers. Een van de speerpunten is EuroVelo, een netwerk van bewegwijzerde lange-afstandsfietsroutes, waarvan de North Sea Cycle Route de eerste volledig bewegwijzerde route was.
In 1983 werd deze koepel opgericht door twaalf organisaties. In september 2017 telde het ECF 90 leden verspreid over 47 ook niet-Europese landen. Leden in Nederland zijn de  Fietsersbond en de Stichting Europafietsers als geassocieerd lid. België wordt vertegenwoordigd door de Belgische Fietsersbond en de GRACQ - Les Cyclistes Quotidiens met Pro Velo, Fietsberaad Vlaanderen, Transport & Environment en Toerisme Vlaanderen als geassocieerde leden.
In 2014 werd besloten tot de oprichting van de World Cycling Alliance (WCA) om fietsers ook op mondiaal niveau te vertegenwoordigen bij onder meer de VN, de OESO en de Wereldbank. Alle continenten zijn vertegenwoordigd en voor Europa is dat de ECF. In 2018 is de WCA formeel opgericht. Graham Watson, bestuurslid van de ECF, is voorzitter van de WCA.

## Organisatie
De voorzitters: 
- Henk Swarttouw (Nl) (2019 - heden)
- Christophe Najdovski (Fr) (2016 - 2019)
- Manfred Neun (Du) (2005 - 2016)
- Horst Hahn-Klöckner (Du) (onbekend - 2005)
- Tom Godefrooij (Nl)(1996 - 1999)

## Bron
- World Cycling Alliance